# Esteban Gutiérrez Gómez
Esteban Gutiérrez Gómez (n. Madrid; 1963) es un escritor español, autor de cuentos, novelas (publicados con su nombre) y poemas (editados bajo el pseudónimo de Bacø)
Esteban Gutiérrez Gómez ha publicado las novelas El laberinto de Noé (2008), El colibrí blanco (2009), La enfermedad del lado izquierdo (2011) y 13.0.0.0.0 (The revolution is now) (2012). 
Imparte talleres de creación literaria de narrativa breve, fue miembro fundador de la revista-fanzine Al otro lado del espejo, dedicada en exclusiva al relato, y fue el impulsor del “Manifiesto por el cuento”. Ha colaborado en las antologías Vinalia Trippers. Plan 9 del Espacio Exterior, Trippers from the Crypt, Spanish Quinqui , Duelo al sol y Helter Skelter ; Los rincones más oscuros: Antología del miedo, Perversiones. Breve catálogo de parafilias ilustradas, Cuentos para hambrientos, Narrando contracorriente, La ciudad vestida de negro, El descrédito. Viajes narrativos en torno a Louis-Ferdinand Céline,  Viscerales, Música de ventanas rotas. Homenaje a John Fante y  La vida es un bar. Vallekas
En abril de 2015 publicó su primer libro de relatos Mi marido es un mueble,  primera entrega de la trilogía “Asuntos domésticos”, en la que Esteban Gutiérrez Gómez aborda las relaciones de pareja desde perspectivas tan cotidianas como inusuales.
Junto a Patxi Irurzun ha coordinado el libro Simpatía por el relato. Antología de cuentos escritos por rockeros (2010).
Fruto de las presentaciones y conciertos que surgieron a raíz de este libro en 2013 publicó el diario Gente simpática.
En 2014 publicó su primer poemario Ardimiento, una selección antológica de su poesía.

## Obra publicada
- El laberinto de Noé (La Tierra Hoy, 2008). ISBN 978-84-96182-43-1
- El colibrí blanco (EH Editores, 2009). ISBN 978-84-936619-3-9
- La enfermedad del lado izquierdo (Ed. Eutelequia, 2011) ISBN 978-84-938733-2-5 (Edición libro electrónico por Literatura.com Libros ediciones,2012).ISBN 978-84-15414-44-5 (epub)
- 13.0.0.0.0 (The revolution is now) (Canalla Ediciones, S.L., 2012) ISBN 978-84-939685-5-7
- Gente simpática (Colección Zigurat-Ateneo Obrero de Gijón, 2013). ISBN 978-84-87958-88-5
- Ardimiento (Zoográfico, 2014). ISBN 978-84-938111-9-8
- Mi marido es un mueble (Lupercalia Ediciones, 2015). ISBN 978-84-943332-3-1

### Libros colectivos
- El Descrédito: Viajes narrativos en torno a Louis Ferdinand Céline. Julio César Álvarez y Vicente Muñoz Álvarez (coordinadores). Autores: Enrique Vila-Matas, Miguel Sánchez-Ostiz, Mario Crespo, Celia Novis, José Ángel Barrueco, Óscar Esquivias, Bruno Marcos, Pepe Pereza, Isabel García Mellado, Álex Portero, Vanity Dust, Juanjo Ramírez, Patxi Irurzun, Juan Carlos Vicente, Velpister, Esteban Gutiérrez Gómez, Pablo Cerezal, Javier Esteban, Choche, Miguel Baquero, Carlos Salcedo Odklas, Joaquín Piqueras, Adriana Bañares, Gsús Bonilla, Alfonso Xen Rabanal y Daniel Ruiz García. Ediciones Lupercalia, Alicante, 2013.

## Enlaces
- Bacovicious, blog del autor.
- http://www.facebook.com/esteban.gutierrezgomez?ref=profile
- Twitter: @bacovicious